# Wigfried van Verdun
Wigfried, ook Wilgfrid, Wicfrid, Wilfrid, (10e eeuw) was bisschop van Verdun (958-983) in het Rooms-Duitse Rijk. Hij was geen prins-bisschop aangezien de grafelijke rechten in handen waren van Godfried van Verdun.

## Levensloop

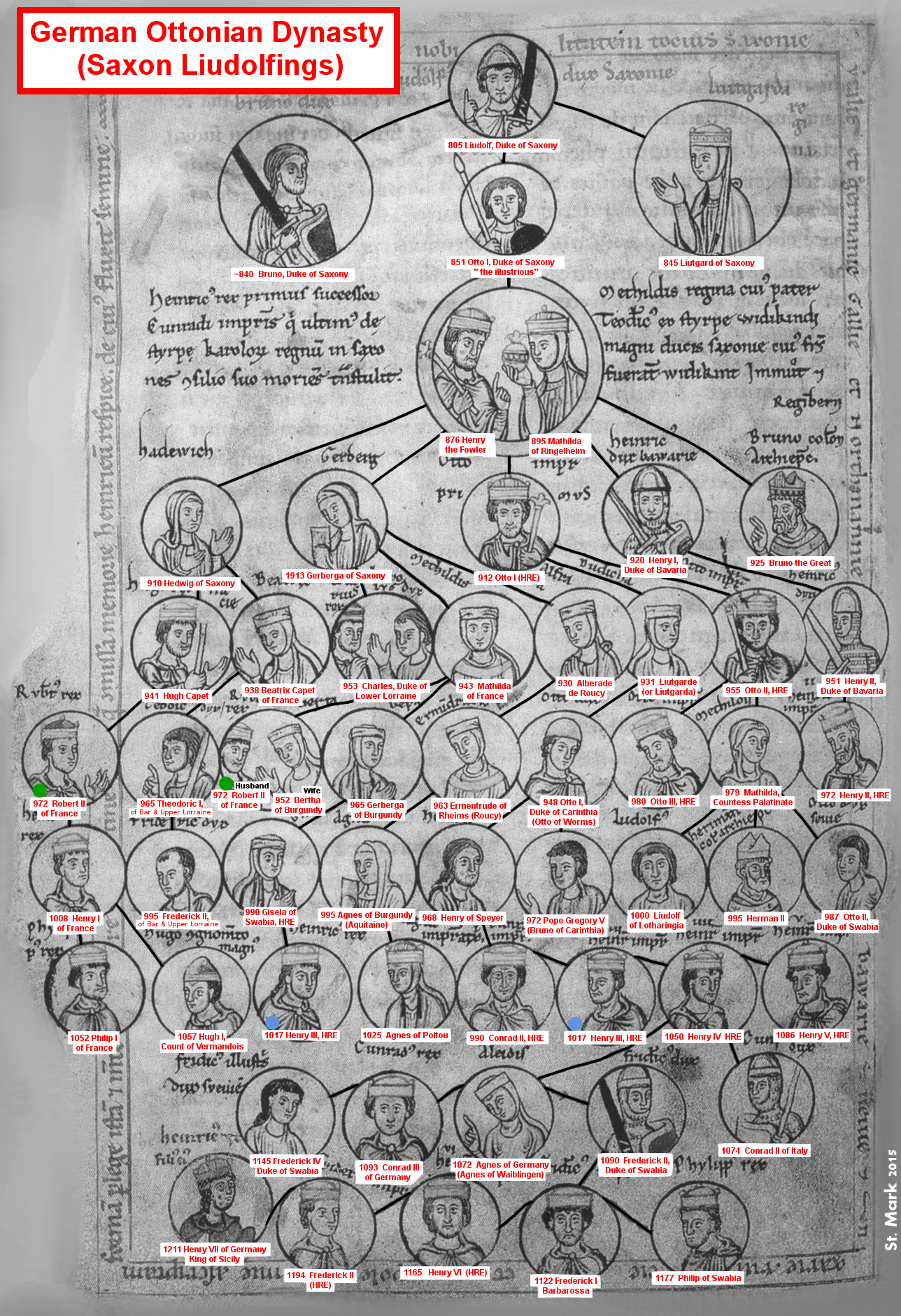
Wigfried was in dienst van de Ottoonse dynastie

Wigfried was afkomstig uit een adellijke familie in het hertogdom Lotharingen, alhoewel sommige bronnen dit in twijfel trekken. Wigfried kreeg een lange opleiding in Keulen, bij aartsbisschop Bruno de Grote, de laatste hertog van Lotharingen. In de leerschool van Keulen - voor de elite van het Rooms-Duitse Rijk- bevonden zich eveneens Diethard, de latere prins-bisschop van Metz, Gerhard, later prins-bisschop van Toul, Heraclius, latere prins-bisschop van Luik, alsook de troonopvolger, de latere keizer Otto II.
In het jaar 958 brak een opstand in Lotharingen uit, gericht tegen keizer Otto I de Grote. De opstand was gesteund door Lotharius, koning van Frankrijk. In hetzelfde jaar werd Wigfried bisschop van Verdun aan de Maas. Hij bleef een vertrouwenspersoon van aartsbisschop Bruno. De graaf van Verdun, Godfried, was eveneens een aanhanger van aartsbisschop Bruno doch overtrof Wigfried in getrouwheid. Graaf Godfried vocht op het slagveld tegen de binnenvallende Fransen en was zelf geregeld hun kostbare gevangene.
Wigfried voerde de Ottoonse politiek in zijn bisdom in Opper-Lotharingen uit. Hij overlegde regelmatig met het keizerlijk hof. Hij begeleidde aartsbisschop Bruno naar Reims, op diplomatieke zending in Frankrijk. Bruno stierf onverwacht in Reims op 11 oktober 965, in aanwezigheid van Wigfried en andere bisschoppen. Wigfried begeleidde mee het stoffelijk overschot naar Keulen. De vijandelijkheden tussen de Franse koning en de Rooms-Duitse keizer sleepten aan, ook in Lotharingen.
Toen de jonge Otto II keizer van het Rooms-Duitse Rijk werd, begeleidde Wigfried hem naar Italië voor de koningskroning (967). In Rome verzamelde Wigfried relikwieën voor Verdun. Na terugkomst reisde hij geregeld door het bisdom, ook al was hij beperkt door ziektes. Het zwakke bestuur van Karel van Neder-Lotharingen, een Franse prins, leidde naar chaos in het land. Op een van de reizen door het bisdom Verdun nam Siegfried, een opstandige graaf uit Lotharingen, Wigfried gevangen. Wigfried en Siegfried waren in een dispuut verwikkeld over de burcht van Luxemburg. Wigfried ontsnapte doch neef Richer die hem ter hulp gekomen was, vond de dood.
Zelf stierf Wigfried in het jaar 983, hetzelfde jaar dat zijn vriend uit zijn jeugdjaren stierf, keizer Otto II.
- Gemeinsame Normdatei: 139143742
- Virtual International Authority File: 100447017